# Remigia collata
Remigia collata là một loài bướm đêm trong họ Erebidae.